# Полторацкий, Николай Петрович
Николай Петрович Полторацкий (16 февраля 1921, Константинополь — 15 октября 1990, Ленинград) — русский религиозный философ, литературовед, публицист.

## Биография
Родился 16 февраля 1921 года в Константинополе. Учился в русской гимназии в Болгарии, в Высшей школе теологии и философии в Раттенсбурге в Германии и Франции. Получил докторскую степень в Сорбонне в 1954 году.
Переехал в США (1955 (по другим данным, 1956)). Занимался исследовательской работой в Бруклинском колледже в Нью-Йорке (1956—1958). Профессор немецкого и русского языков в Мичиганском университете (1958—1967). Профессор Питтсбургского университета (с 1967).
Занимался изучением русской общественной мысли. Специалист по трудам И. А. Ильина и Н. А. Бердяева. Сотрудничал с русскими антикоммунистическими организациями. Состоял членом Русской академической группы в США.
Скоропостижно скончался в ночь с 14 на 15 октября 1990 года во время поездки в Ленинград. Похоронен на кладбище Новодивеевского монастыря.

## Сочинения
- Бердяев и Россия: (Философия истории России у Н. А. Бердяева). — Нью-Йорк, 1967. 262 с.
- Русская литература в эмиграции. — Нью-Йорк, 1972. 400 с.
- И. А. Ильин и полемика вокруг его идей о сопротивлении злу силой. — Лондон (Канада): Заря, 1975. 59 с.
- Монархия и республика в восприятии И. А. Ильина. — Нью-Йорк: Содружество, 1979. 86 с.
- П. Б. Струве как политический мыслитель. — Лондон, Онтарио 1981. — 75 с.
- Полторацкий Н. Иван Александрович Ильин. Жизнь, труды, мировоззрение. — Тенафлай (Нью-Йорк): Эрмитаж, 1989. — 320 с.
- «За Россию и свободу…»: идейно-политическая платформа Белого движения / Русское прошлое: Историко-документальный альманах (Санкт-Петербург) — 1991 — Кн. 1 — С. 280—308.

### Редактор
- На темы русские и общие: Сборник статей и материалов в честь Н. С. Тимашева. — Нью-Йорк, 1965. 428 с. (редактор сборника).
- Русская религиозно-философская мысль XX века: Сборник статей. — Питтсбург, 1975. 413 с. (редактор сборника).